# ウィッシングウェル
ウィッシングウェル (Wishing Well) とは、アメリカ合衆国の競走馬、繁殖牝馬である。競走馬時代にグレード競走で2勝を挙げたほか、繁殖牝馬としてサンデーサイレンスを産んだことでも知られている。

## 経歴

### 競走馬時代
カリフォルニア州の生産者であるジョージ・ポープが、自身の所有するエルペコランチにて生産したサラブレッドである。気性は非常に悪く、後に調教師となるゲイリー・ジョーンズは「気が違ってるんじゃないかと思ったほどだった」と述べていた。競走馬時代は生産者であるポープの所有のもとでデビュー、当初はクレーミングレース（出走馬が売買の対象となるレース）を走り、12戦で3勝、2着5回の成績を収めた。
1979年6月2日にハリウッドパーク競馬場のクレーミング競走に出走したウィッシングウェルは、そこで調教師ジョーンズの勧めにより、馬主のマイケル・リマに32,000ドルで購買された。リマに購入された直後から競走成績が向上し、購入から3戦目には芝競走のコンビニエンスステークスで勝ってステークス勝ち馬となり、年末にはサンタアニタパーク競馬場でのダート競走オータムデイズハンデキャップにも勝利した。翌年1980年はウィッシングウェル最良の年となり、ゲイムリーハンデキャップ（G2・サンタアニタパーク・芝9ハロン）やウィルシャーハンデキャップ（G3・サンタアニタパーク・芝8.5ハロン）などで4勝を挙げた。この年はその他2着5回などを含めて211,660ドルの賞金を獲得している。6歳時にも1勝を挙げて、同年で競走生活を引退した。通算成績は38戦12勝。後年、ジョーンズはウィッシングウェルについて「私の仕事を軌道に乗せてくれた1頭」と語っている。

### 繁殖入り後
ウィッシングウェルはその引退後に繁殖入りし、1982年にエファーヴェシングという種牡馬の産駒を身籠ったまま、トム・タザム率いるオーククリフ・サラブレッズ社に350.000ドルで購入された。1983年にはケンタッキーダービー優勝馬ボールドフォーブスをあてがわれたが、流産している。1984年にはタザムが購入したばかりの種牡馬ヘイローがあてがわれたが不受胎、翌年も同じ配合が行われて、この結果生まれたのがサンデーサイレンスであった。
1986年にアーサー・ハンコック3世のストーンコールドファームで出産したサンデーサイレンスは、競走馬として1989年のエクリプス賞年度代表馬を受賞。種牡馬として日本で13年連続のリーディングサイアーを獲得した。他に出産した仔のサンデーズシス、ペニーアップは、後に繁殖牝馬として日本に輸入され、1992年に出産したマイライフスタイルは外国産馬として日本に輸入され競走馬として走り、引退後は繁殖牝馬となっている。 
その後クールモアスタッドに購買されてアイルランドに渡り、1999年、同地において腸捻転で死去した。
2010年にはペニーアップの孫のトーセンクラウンが中山記念を制している。

## 血統
父アンダースタンディングはヘイルトゥリーズンを生産したイシドア・ビーバーステーブルの生産馬で、競走馬時代に87戦7勝、1966年にスタイヴァサントハンデキャップでステークス競走にも優勝している。種牡馬としては本馬以外のステークス競走勝ち馬は1頭いる程度であった。
産駒のサンデーサイレンスが種牡馬入りした際、父にリーディングサイアーのヘイローを持ちながら、血統面では高く評価されなかった。その理由はサンデーサイレンスにとって母の父に当たるアンダースタンディングの実績の乏しさと、本馬から4代母までは全て未勝利か未出走馬、数えて7代母まで重賞優勝馬がいないという母系（ファミリーライン）による所が大きいとされる。
7代母のシンナは1000ギニー優勝馬であり、9代母はイギリス牝馬三冠を制した名牝ラフレッシュである。しかしサラブレッドは選抜育種を重ねてきた事情から、ここまで辿れば多かれ少なかれ名馬に突き当たり、日本の血統評論家の吉沢譲治は「むしろ六代前までさがさないと活躍馬のいない母系血統が存在したこと自体がめずらしい」と評しており、またアメリカの競馬評論家のレイ・ポーリックは著したサンデーサイレンスの伝記中でその母系を「かなり地味」と評している。
| ウィッシングウェルの血統              | ウィッシングウェルの血統                  | ウィッシングウェルの血統 | （血統表の出典）    | （血統表の出典） |
| 父系                                  | テディ系                                  | テディ系                 | テディ系            | [ § 2 ]          |
| 父 Understanding 1963 栗毛 アメリカ   | 父の父Promised Land 1954 芦毛 アメリカ    | Palestinian              | Sun Again           | Sun Again        |
| 父 Understanding 1963 栗毛 アメリカ   | 父の父Promised Land 1954 芦毛 アメリカ    | Palestinian              | Dolly Whisk         |                  |
| 父 Understanding 1963 栗毛 アメリカ   | 父の父Promised Land 1954 芦毛 アメリカ    | Mahmoudess               | Mahmoud             | Mahmoud          |
| 父 Understanding 1963 栗毛 アメリカ   | 父の父Promised Land 1954 芦毛 アメリカ    | Mahmoudess               | Forever Yours       |                  |
| 父 Understanding 1963 栗毛 アメリカ   | 父の母Pretty Ways 1953 鹿毛 アメリカ      | Stymie                   | Equestrian          | Equestrian       |
| 父 Understanding 1963 栗毛 アメリカ   | 父の母Pretty Ways 1953 鹿毛 アメリカ      | Stymie                   | Stop Watch          |                  |
| 父 Understanding 1963 栗毛 アメリカ   | 父の母Pretty Ways 1953 鹿毛 アメリカ      | Pretty Jo                | Bull Lea            | Bull Lea         |
| 父 Understanding 1963 栗毛 アメリカ   | 父の母Pretty Ways 1953 鹿毛 アメリカ      | Pretty Jo                | Fib                 |                  |
| 母 Mountain Flower 1964 鹿毛 アメリカ | 母の父Montparnasse 1956 鹿毛 アルゼンチン | Gulf Stream              | Hyperion            | Hyperion         |
| 母 Mountain Flower 1964 鹿毛 アメリカ | 母の父Montparnasse 1956 鹿毛 アルゼンチン | Gulf Stream              | Tide-way            |                  |
| 母 Mountain Flower 1964 鹿毛 アメリカ | 母の父Montparnasse 1956 鹿毛 アルゼンチン | Mignon                   | Fox Club            | Fox Club         |
| 母 Mountain Flower 1964 鹿毛 アメリカ | 母の父Montparnasse 1956 鹿毛 アルゼンチン | Mignon                   | Mi Condesa          |                  |
| 母 Mountain Flower 1964 鹿毛 アメリカ | 母の母Edelweiss 1959 鹿毛 アメリカ        | Hillary                  | Khaled              | Khaled           |
| 母 Mountain Flower 1964 鹿毛 アメリカ | 母の母Edelweiss 1959 鹿毛 アメリカ        | Hillary                  | Snow Bunny          |                  |
| 母 Mountain Flower 1964 鹿毛 アメリカ | 母の母Edelweiss 1959 鹿毛 アメリカ        | Dowager                  | Free France         | Free France      |
| 母 Mountain Flower 1964 鹿毛 アメリカ | 母の母Edelweiss 1959 鹿毛 アメリカ        | Dowager                  | Marcellina F-No.3-e |                  |
| 母系(F-No.)                           | 3号族(FN:3-e)                             | 3号族(FN:3-e)            | 3号族(FN:3-e)       | [ § 3 ]          |
| 5代内の近親交配                       | Hyperion4×5・母内                         | Hyperion4×5・母内        | Hyperion4×5・母内   | [ § 4 ]          |
| 出典                                  | 1. 2. 3. 4.                               | 1. 2. 3. 4.              | 1. 2. 3. 4.         | 1. 2. 3. 4.      |